# 田村長衞
田村 長衞(たむら ながもり、文禄4年（1595年）-正保4年2月4日（1647年3月10日）)は江戸時代初期の旗本寄合席。奥医師田村安栖家の分家である旗本田村氏当主。諱は長衞。通称は助太郎。父は田村安栖法印長頥。兄は田村長祇（安栖法印、治部卿）、弟は長矩（傳右衛門）。妻は石川小隼人の娘。子は娘（会津藩士丹羽氏の妻）、娘、田村長久、田村顕当など4男3女。
初代走水奉行や二の丸留守居などを勤める。

## 生涯
実家は医師の家系であり、父は小田原城下に住んで後北条氏に医師として仕えた後に、江戸幕府の奥医師として徳川家康や徳川秀忠に仕えた。実家の田村氏は本姓丹波氏であったが、長衞と弟の長矩は本姓坂上氏を称して武家として分家する。
秀忠に仕えて、小姓を勤めて蔵米300俵を与えられる。後に御膳奉行となり、寛永11年（1634年）に200石加増される。寛永13年（1636年）から江戸城二の丸勤務となり、後に二の丸留守居となる。また、長男の長久（九右衛門）が寛永15年（1638年）に書院番士となるが、寛永17年（1640年）に早世している。
正保2年9月23日（1645年11月11日）に走水奉行に就任し、正保3年12月31日（1647年2月4日）に布衣を着すことを許可される。
それからほどなく正保4年（1647年）に死去。享年53。墓所は下谷広徳寺。跡は次男の顕当が継いだ。また、長女は保科正之家臣の丹羽氏の妻となっている。